# Torsäule
Torsäule – szczyt w Alpach Berchtesgadeńskich, części Alp Bawarskich. Leży w Austrii, w kraju związkowym Salzburg, przy granicy z Niemcami. Szczyt ten jest 500 metrową wieżowatą wapienną formacją skalną, Leży na wschód od Hochkönig.
Pierwszego wejścia, w 1882 r., dokonali A. Posselt-Czorich i J. Aigner.